# Rap metal
Rap metal – gatunek muzyczny będący pochodną hip-hopu i heavy metalu. Powstał pod koniec lat 80. XX wieku w Stanach Zjednoczonych.
Rap metal powstał niejako wskutek fuzji rocka i hip-hopu (rap rocka). Korzenie gatunku związane są samplowaniem heavy metalu przez takich wykonawców Beastie Boys, Cypress Hill, Esham oraz Run-D.M.C., a także wpływami hip-hopu w twórczości zespołów rockowych i metalowych takich jak 24-7 Spyz oraz Faith No More. Lider zespołu Anthrax – Scott Ian przypisuje formacji Rage Against the Machine wynalezienie gatunku. W 1987 roku nowojorska grupa Anthrax dokonała fuzji hip-hopu i thrash metalu na wydanym tego samego roku minialbumie zatytułowanym I’m the Man. Wkrótce potem grupa nawiązała współpracę z zespołem hip-hopowym Public Enemy celem nagrania piosenki „Bring the Noise”. Rok później raper Sir Mix-a-Lot nawiązał współpracę z zespołem Metal Church, efektem był singel „Iron Man”, luźno opartym na kompozycji Black Sabbath pod tym samym tytułem. W 1990 roku raper Ice-T założył heavymetalowy zespół Body Count, m.in. w trakcie występu na festiwalu Lollapalooza w 1991 roku repertuar grupy obejmowały piosenki hip-hopowe, jak i w stylistyce rap metalu. Innym zespołem zaliczanym do prekursorów gatunków była formacja Stuck Mojo, której wokalista rapował.
Do wykonawców rap metalowych zaliczani są ponadto m.in. 40 Below Summer, Biohazard, Candiria, Clawfinger, Crazy Town, Downset, Hollywood Undead, Incubus, Limp Bizkit, P.O.D., Primer 55, Thousand Foot Krutch, Linkin Park oraz Urban Dance Squad. W Polsce w tejże lub zbliżonej stylistyce nagrywały zespoły None i Chassis.